# Raba, Polen
Raba är en flod i södra Polen och ett biflöde till Wisła. Dess källor är i Beskiderna mellan orterna Rabka-Zdrój och Nowy Targ.